# Arganda del Rey (métro de Madrid)
Pour les articles homonymes, voir Arganda del Rey.
Arganda del Rey est une station de métro à Arganda del Rey, dans la communauté de Madrid, en Espagne. Ouverte le 7 avril 1999, elle constitue le terminus sud-est de la ligne 9 du métro de Madrid.